# Bertrana striolata
Bertrana striolata är en spindelart som beskrevs av Eugen von Keyserling 1884. Bertrana striolata ingår i släktet Bertrana och familjen hjulspindlar. Inga underarter finns listade.